# シド・グローマン
シド・グローマン（英語: Sid Grauman）ことシドニー・パトリック・グローマン（英語: Sidney Patrick Grauman, 1879年3月17日 - 1950年3月5日）は、アメリカ合衆国の実業家・興行師である。ハリウッドのランドマーク的な劇場であるチャイニーズ・シアターとエジプシャン・シアターを建設した。

## 生涯

### 若年期
グローマンはインディアナ州インディアナポリスで1879年3月17日に生まれた。父デイヴィッド・グローマン(1851–1921)と母ローザ・ゴールドスミス(1853–1936)は巡業劇団の劇団員であり、いずれもユダヤ人だった。
1898年、父デイヴィッドは、幼いグローマンを連れてクロンダイク・ゴールドラッシュに沸くカナダのユーコン準州ドーソン・シティに移り住んだ。グローマンはそこで新聞売りの仕事をした。ユーコンで新聞は貴重だったため、1部1ドルで売れた。ある店の店主は50ドル出して新聞を買ったという話を、後にグローマンがしている。その店主は、鉱夫たちから入場料を取り、自分の店で新聞の内容を読み上げていた。このユーコンでの経験から、グローマンは後の人生に役立つ教訓を得た。それは、「人々は娯楽に対して喜んで大金を支払う」ということである。グローマンは父とともに、ボクシングの試合などのイベントを企画し、そこから多額の利益を得た。父は金の探鉱をしながらユーコンで劇場を開設した。金の鉱脈を掘り当てることはできなかったが、グローマン家は興行によって多額の富を得た。グローマンが初めて映画を見たのもユーコンだった。父は病気になった妹の看病のためにユーコンを離れたが、グローマンはドーソン・シティにしばらく留まった。この時期にグローマンはジャック・ロンドンと出会い、ロンドンはグローマンの劇場のチケット販売を手伝った。また、グローマンのユーコンでの体験の一部が、後にチャールズ・チャップリンの映画『黄金狂時代』のシナリオに借用されているという。両親はサンフランシスコに定住し、グローマンも1900年にサンフランシスコに移って家族と合流した。

### サンフランシスコ
グローマンは父とともに、サンフランシスコでヴォードヴィル劇場を開設した。彼らが最初に開いたのは、マーケット・ストリートにあるユニーク劇場(Unique Theater)だった。その後、ヴォードヴィルだけでなく映画の上映も行うようになり、ライシアム(Lyceum)という新たな劇場も開設した。劇場の支配人として、グローマンは様々なショーを見たが、中には彼を驚かせたものもあった。「剣の飲み込み方を教える」というパフォーマンスをグローマンは断った。グローマン家は、サンフランシスコからミネアポリスやポートランドまで広がるノースウェスト・ヴォードヴィル・カンパニーの設立に尽力した。この組織は、アメリカ北西部において質の高いライブ・エンターテインメントを安価で提供した。
父デイヴィッドはアメリカ東海岸でも劇場ビジネスを展開しようとしたが、うまく行かなかった。当時、グローマンはペンシルベニア州スクラントンに滞在し、当地にある劇場を傘下にするために働いていた。デイヴィッドが経済的損失を受けたため、ライシアム劇場のビジネスパートナーを得る必要にせまられ、1905年にパートナーから買収の申し出を受けた。その後デイヴィッドはライシアム劇場の賃借権を引き継ぐ手配をし、1907年にはパートナーを追放した。グローマン家が最初に設立したユニーク劇場は、1906年初頭に建物がオーフィウム劇場の社長によって買収され、家賃を2倍にされたことで、賃貸契約を解除することになった。契約期間が終了する前に、グローマンは雇った男たちに劇場の内部を斧で滅茶苦茶に破壊させた。劇場の新設を禁止する消防条例が可決された後だったため、この建物を劇場として再利用することは不可能になった。
1906年4月18日のサンフランシスコ地震で、グローマン家が使用していた劇場が崩壊し、一時的に廃業するかに思われた。グローマンは倒壊した劇場の中から1台の映写機や映画のフィルム数本を回収することができた。また、オークランドにいる宣教師からテントを入手し、これをユニーク劇場があった場所に張って仮設の劇場を設置した。テントには、「もしまた地震が起きても、キャンバス以外は何も落ちてきません」という看板を掲げた。グローマン家は、困難な時期に市民の士気を高めたとして、サンフランシスコ市から表彰を受けた。グローマン家はテントの仮設劇場を2年間運営し、その間にニュー・ナショナル劇場という新しい劇場を建設した。その後も短期間で劇場網を拡大させた。サンフランシスコにインペリアル劇場（現 マーケット・ストリート・シネマ）とエンプレス劇場をオープンさせ、さらに北カリフォルニアの他の都市にも進出した。1917年までにグローマン家は、ロサンゼルスに本拠を移して、そこに劇場を建てることを決めた。彼らは、後にパラマウント映画の創設者の一人となるアドルフ・ズコールに話を持ちかけた。ズコールはサンフランシスコの映画館のグローマン家からの買い取りと、ロサンゼルスで映画館を開設する際の資金援助に同意した。

### ロサンゼルス

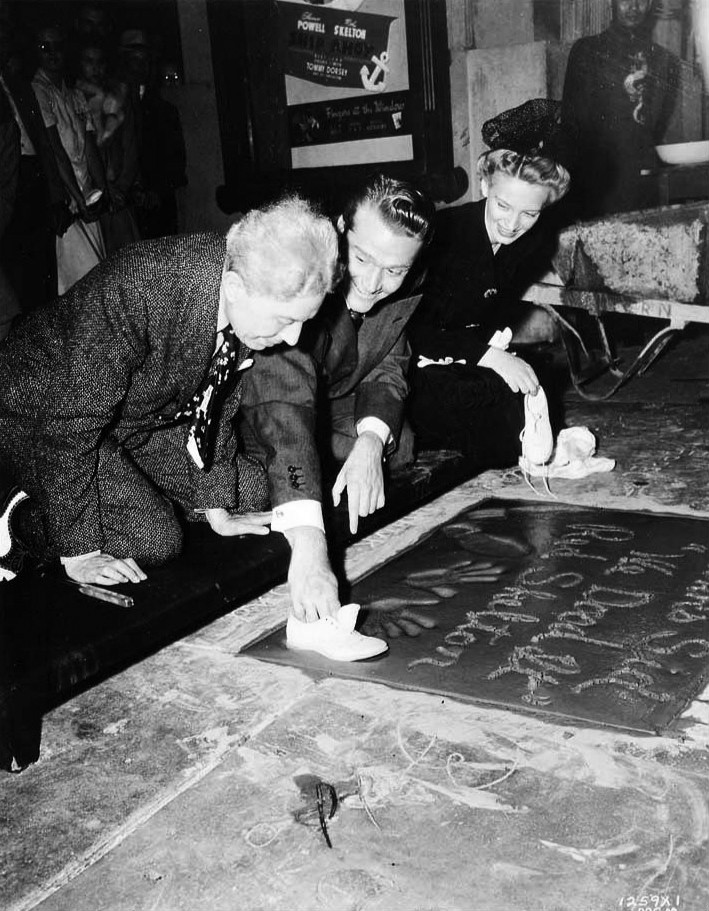
1942年、レッド・スケルトン（中央）の手形・足形を設置するイベントに参加するグローマン（左）

グローマンがロサンゼルスに建設した3つの映画館のうち、最初の映画館であるミリオンダラー・シアターが1918年にオープンした。1921年に父デイヴィッドがロサンゼルスで急死した。当時建設中だったエジプシャン・シアターは、その翌年に完成した。グローマンは1926年にチャイニーズ・シアターの建設に着手し、1927年5月18日にオープンした。備品の多くを中国から取り寄せ、中国の職人が壁面の彫刻を製作した。
チャイニーズ・シアターの前庭には、セメントタイルに芸能関係者の手形・足形とサインを残す慣習がある。この慣習は、建設中のチャイニーズ・シアターを見学に来たある女優が、まだ乾いていないセメントを誤って踏んでしまったという偶然から始まったものである。その女優については、メアリー・ピックフォードとする説とノーマ・タルマッジとする説がある。そのほか、グローマンはラジオのインタビューで、自分自身が誤ってセメントを踏んだときにこれを思いついたと語っている。グローマンは、これはスターの記録を永久に残す素晴らしい手段だと考え、選ばれた映画界の著名人を招いて、セメントに手形・足形を残すことを始めた。人選はグローマン自身が行っていたが、グローマンの死後もこの慣習は続いており、人選の基準は公開されていない。
チャイニーズ・シアターは正式には「グローマンズ・チャイニーズ・シアター」と言い、グローマンの名が冠されているが、グローマンが単独で保有していたわけではない。グローマンのビジネスパートナーは、メアリー・ピックフォード、ダグラス・フェアバンクス、ハワード・シェンクだった。開館の2年後、グローマンは自身の持ち分をフォックス・フィルムの子会社のフォックス・ウェストコースト・シアターズに売却したが、そのマネージング・ディレクターの職は生涯維持した。現在、チャイニーズ・シアターには年間400万人以上が訪れている。
グローマンは興行以外の事業も行ったが、これらは成功しなかった。サウスダコタ州デッドウッド近郊で金の採掘を行うブラックヒルズ・エクスプロレーション社を設立し、アル・ジョルソンや映画会社を説得して、この会社への出資を依頼した。しかし、事業は成功せず、グローマンは出資の引き上げを勧める羽目になった。
グローマンはハリウッドスターたちからよく知られており、特にロスコー・アーバックルら多くのスターたちと親しくしていた。女優の強姦殺人容疑で起訴されたアーバックルが警察に出頭の電話をかけたのは、ミリオンダラー・シアターの事務所からだった。無罪判決を受けたものの一連の騒動で映画界から追放されたアーバックルは、グローマンの劇場でR・C・アーバックルと名乗ってヴォードヴィル歌手として舞台に復帰した。チャールズ・チャップリンやメアリー・ピックフォードなどのスターが駆け出しの頃にサンフランシスコのグローマンの劇場で公演したことがあるため、グローマン親子はこれらのスターとの繋がりがあった。ピックフォードに「アメリカの恋人」というニックネームをつけたのはデイヴィッド・グローマンである。
グローマンは生涯結婚せず、母ローザに献身した。ローザは、著名人以外では唯一、チャイニーズ・シアターの前庭にセメントタイルが設置されている。1936年のローザの死後、その私物はグローマンが全て保管した。グローマンは、様々な映画にカメオ出演していた。

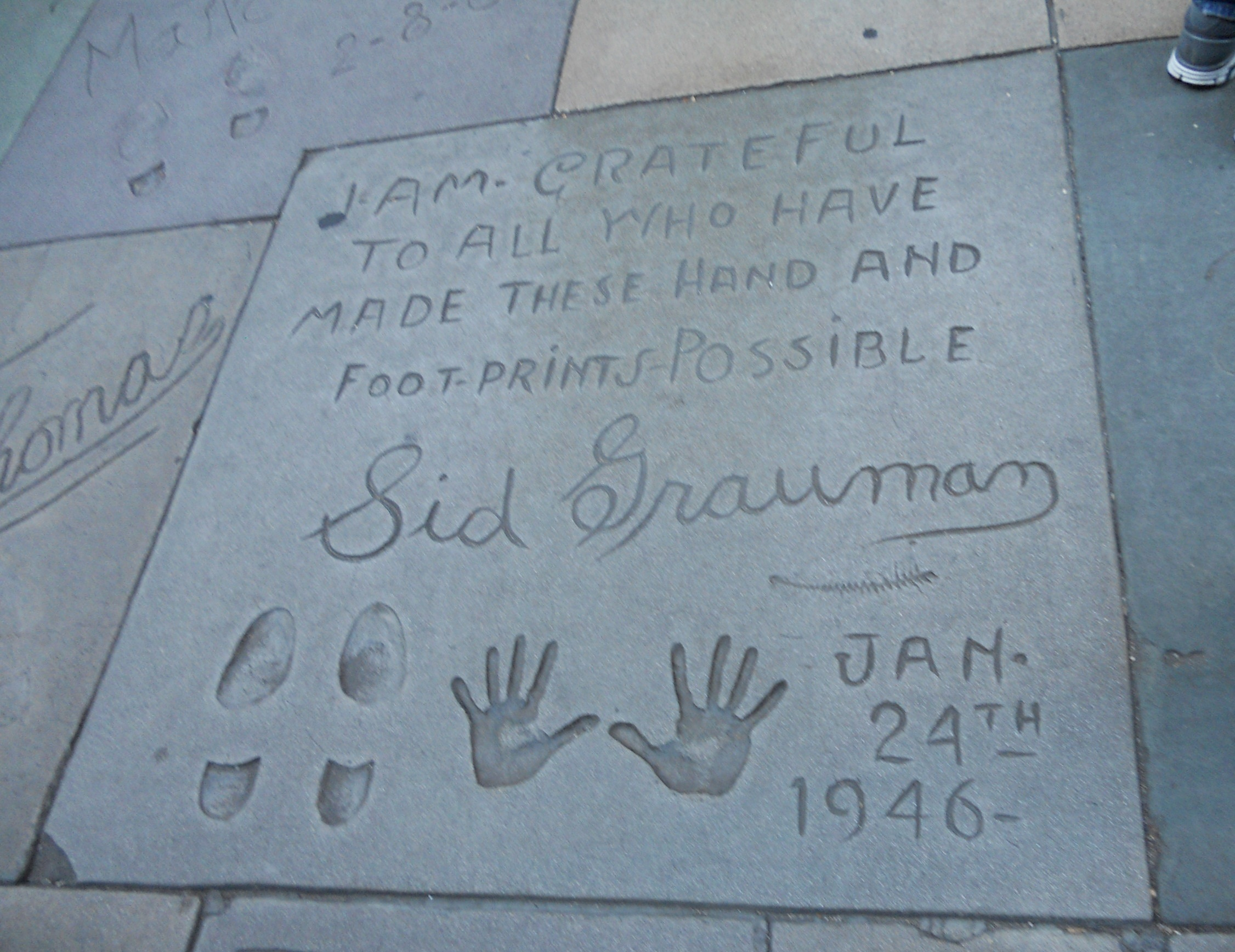
グローマンの手形・足形

家を持たず、35年間に渡りロサンゼルスのアンバサダーホテルで生活していた。最期の6か月間は、シーダーズ・サイナイ・メディカル・センターに入院していた。特に病気や怪我をしていたわけではなく、昼は様々な高級レストランで食事をし、夜は寝るために病院に戻っていた。
グローマンは映画芸術科学アカデミー(AMPAS)設立者36人のうちの一人である。1948年、映画興行の水準を高めた功績によりアカデミー名誉賞を受賞した。ハリウッド・ウォーク・オブ・フェームにグローマンの星が設置されている。

## 死去とその後
グローマンは1950年3月5日にシーダーズ・サイナイ・メディカル・センターにおいて、冠動脈閉塞により70歳で死去した。遺体はカリフォルニア州グレンデールのフォレスト・ローン記念公園に埋葬された。
グローマンの死の直後、当時48歳のキャリー・アデア(Carrie Adair)という女性が、自分が1920年代にグローマンと同棲しており、グローマンとの間の娘もいると主張した。キャリーは、グローマンの遺言の写しと、グローマンの幼馴染であることを示す手紙を提示した。キャリーの姉妹のアグネス・ガーリックは、キャリーがグローマンと同棲していたと主張する時期に、キャリーはテキサスに住んでいたと証言した。また、キャリーがグローマンとの娘だと主張する子供は、実際にはキャリーではなく自分の娘であると述べた。キャリーはグローマンの全ての遺産を請求して訴訟を起こしたが、内縁関係は証明されず、娘とされる人物の親族関係も否定された。グローマンは遺書を残しておらず、友人たちには「遺書を残すような男は早死する」と普段から言っていたという。